# Тіроль (футбольний клуб, Ваттенс)
Не варто плутати з клубом «Тіроль», що представляє місто Інсбрук.
«Тіроль» (нім. Wattener Sportgemeinschaft Tirol) — австрійський спортивний клуб з міста Ваттенс, основною направленістю якого є футбол. Є також секції з хокею із шайбою, дзюдо, фехтування, боулінгу, верхової їзди, тхеквондо, дайвінгу і настільного тенісу.

## Історія
Клуб заснований 1930 року під назвою СК «Ваттенс» (нім. SC Wattens) і тривалий час виступав у нижчих лігах країни. У 1953 році команда змінила назву на СВ «Ваттенс» (нім. SV Wattens), а 1968 року вперше в історії вийшла до Національної ліги, найвищого на той момент дивізіону Австрії. Там команда провела три сезони, займаючи місця у середині таблиці.

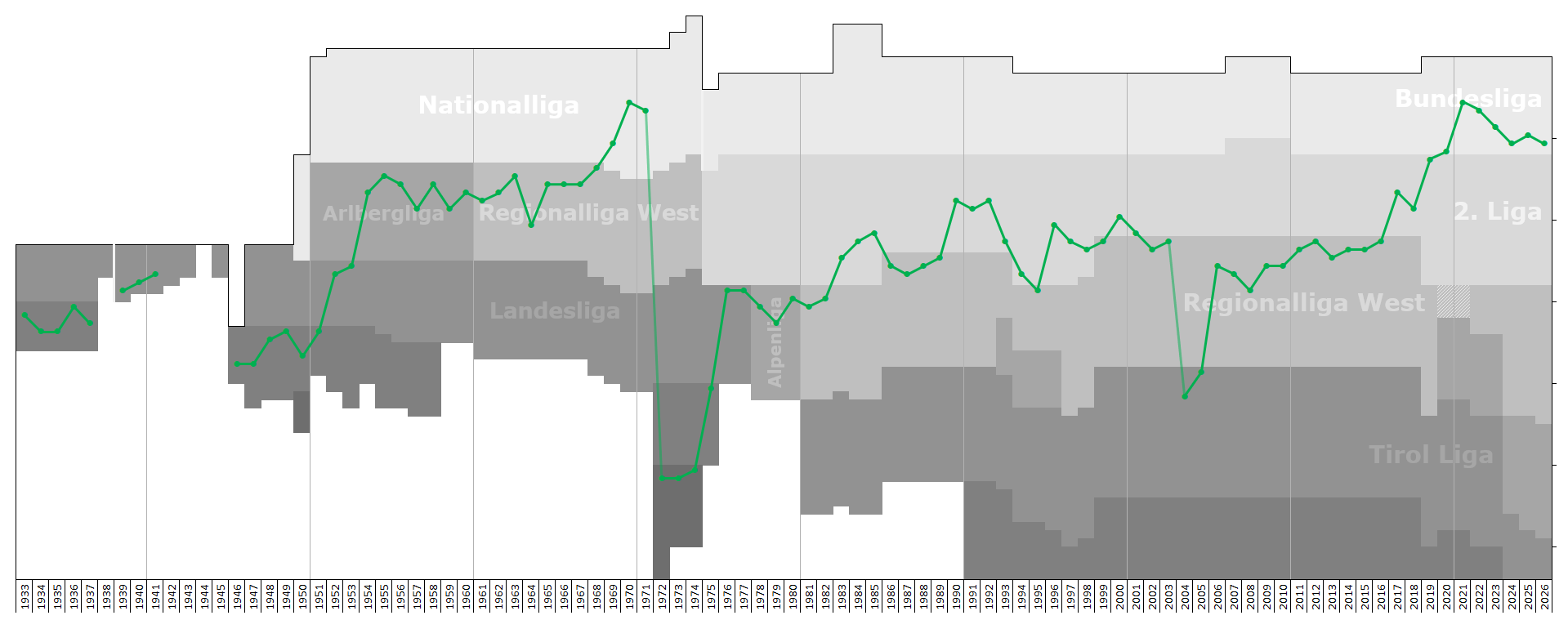
Статистика виступів клубу у чемпіонатах Австрії.

Після третього сезону в еліті, 20 липня 1971 року клуб об'єднався з «Ваккером» (Інсбрук), іншою командою вищого дивізіону, утворивши єдину команду, яка стала офіційно називатися «Спільнота Сваровскі Ваттенс-Ваккер Інсбрук» (нім. SpG Swarovski Wattens-Wacker Innsbruck), пізніше назву було скорочено до абревіатури «ССВ Інсбрук». Від колишнього клубу залишилась лише молодіжна команда (нім. SPG Amateurs Wattens), що стала виступати на регіональному рівні.
Об'єднана команда швидко стала найбільш успішною командою австрійського футболу. У 1972, 1973, 1975 і 1977 роках тірольці завоювали титул чемпіона Австрії, а також вигравали чотири рази в Кубку країни (1973, 1975, 1978 і 1979). В цей же період припадає і здобуття командою двічі поспіль Кубка Мітропи у 1975 і 1976 роках. А проте після появи фінансових проблем та вильоту ненадовго до другого дивізіону, у 1986 році об'єднання розпалось і його місце зайняв новостворений клуб «Сваровскі-Тіроль».

Герб клубу у 2003—2009 роках

«Ваттенсу» ж, що весь цей час грав у нижчих регіональних лігах вдалося своєю чергою в сезоні 1981/82 посісти друге місце в Західній регіоналлізі і вийти до другого дивізіону. Надалі команда довгий час переміщувалась між цими двома дивізіонами.
2002 року «Ваттенс» знову об'єднався, на цей раз із новоствореним клубом «Ваккер-Тіроль». Фактично це було зроблено для того, аби новостворений клуб не мав починати грати із найнижчих ліг, а зайняв місце «Ваттенса» у Регіоналлізі Захід, яку спільна команда і виграла у дебютному сезоні 2002/03, після чого об'єднання розпалось і «Ваттенс» став грати у аматорській Тірольській лізі, яку виграв у 2005 році і знову повернувся до Регіоналліги.
2016 року, після 15 років перерви, «Ваттенс» повернувся до другого дивізіону країни, яку виграв у 2019 році і вийшов до Бундесліги. Після підвищення клуб було перейменовано на «Сваровський Тіроль». Втім вже 21 червня 2021 року було оголошено про відхід головного спонсора Swarovski та пов’язане з цим перейменування клубу на «Тіроль» (нім. Wattener Sportgemeinschaft Tirol), а також відповідну адаптацію герба клубу.

## Виступи у вищому дивізіоні
| Сезон   | М  | О  | М  | В  | Н | П  | ГЗ | ГП |
| ------- | -- | -- | -- | -- | - | -- | -- | -- |
| 1968/69 | 12 | 28 | 22 | 7  | 8 | 13 | 32 | 55 |
| 1969/70 | 7  | 30 | 31 | 12 | 7 | 11 | 45 | 35 |
| 1970/71 | 8  | 30 | 31 | 12 | 7 | 11 | 50 | 45 |
| 2019/20 |    |    |    |    |   |    |    |    |

## Президенти
З моменту заснування у 1930 році командою володіють представники династії компанії Swarovski.
| - 1930—1946: Даніель Сваровскі - 1946—1967: Даніель Сваровскі II - 1967 — 31.08.2013: Гернот Лангес-Сваровскі - з 01.09.2013: Діана Лангес-Сваровскі |